# Arthur Loveridge
Arthur Loveridge (ur. 28 maja 1891, zm. 16 lutego 1980) – brytyjski biolog i herpetolog. Opisywał zwierzęta wschodniej Afryki, w szczególności Tanzanii. Nadał nazwę naukową kilku gatunkom gekonów.

## Życiorys
Urodził się 28 maja 1891 roku w Penarth w Walii. Wykazywał zainteresowania historią naturalną od dzieciństwa. Po ukończeniu szkoły rozpoczął roczny kurs w University College of South Wales. Następnie przez pół roku pracował w Manchester Museum przy katalogowaniu, ponownym oznaczaniu i konserwowaniu okazów. W 1911 roku podjął pracę w National Museum of Wales. Sporządził kompletny wykaz gatunków brytyjskiej fauny zawierający 23 000 gatunków. W wolnym czasie asystował kustoszowi archeologii. Odwiedził 15 największych muzeów Wielkiej Brytanii. W wieku 24 lat ubiegał się o posadę kustosza National Museums of Kenya (wtedy Nairobi Museum). Zaznaczył, że posiada ponad 250 gadów zakonserwowanych w słoikach oraz około 300 okazów powiązanych z historią naturalną i antropologią. Okazy były skatalogowane w posiadającym 80 stron indeksie z krótką notką na temat każdego okazu. Uzyskał dostęp do archiwów należących do Harvard University.
Gdy rozpoczęła się I wojna światowa, wyjechał do wschodniej Afryki, gdzie przebywał 4 lata. Napisał książkę Many Happy Days I’ve Squandered. W 1922 roku poślubił Mary Sloane. W latach 1924–1957 pracował w Muzeum Zoologii Porównawczej w Cambridge na wydziale herpetologii. Przedrukował większość publikacji na temat afrykańskich gadów. W 1957 roku udał się na emeryturę i zamieszkał na Wyspie Świętej Heleny, gdzie zmarł 16 lutego 1980 roku.